# Liste der Baudenkmäler in Eschlkam

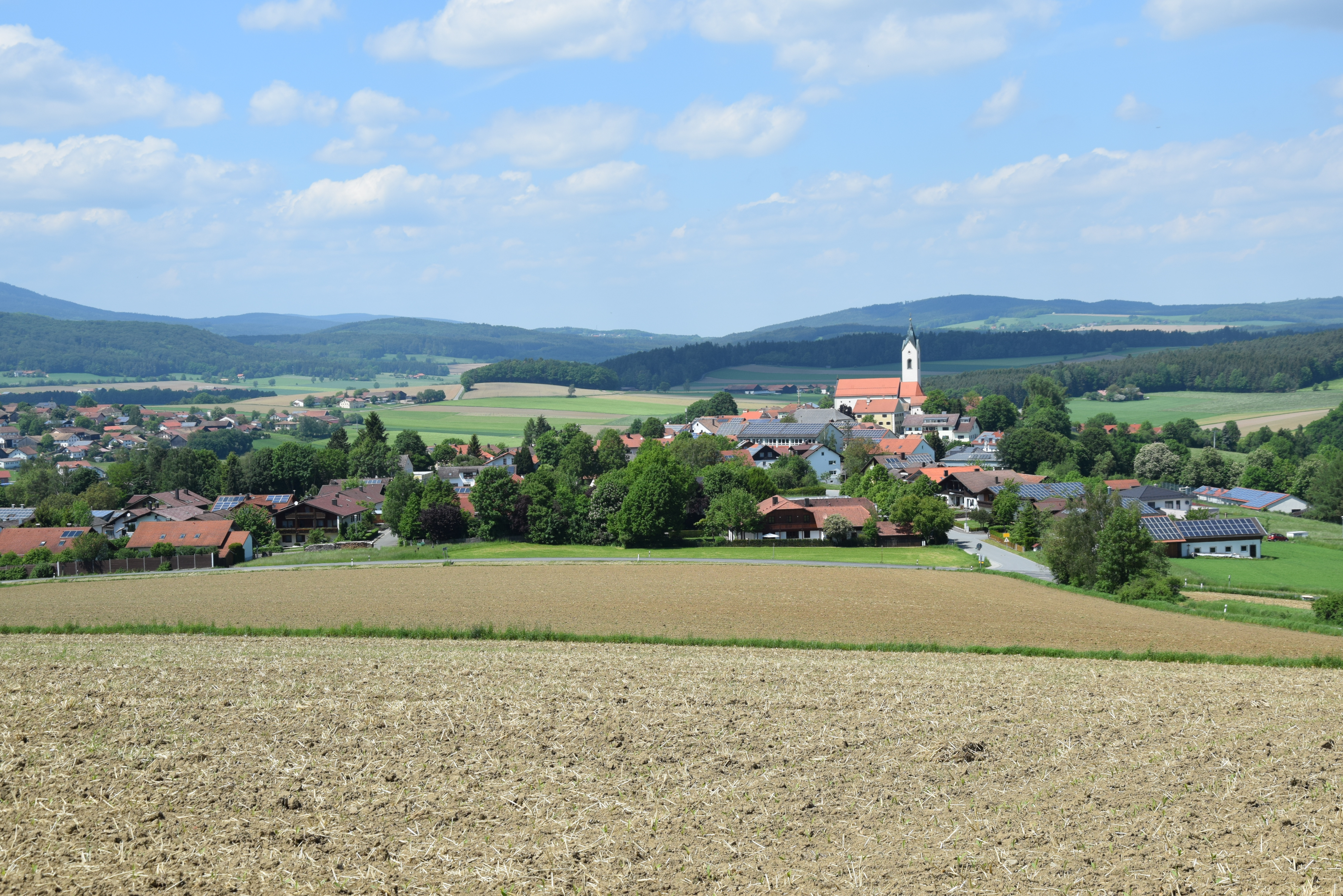
Blick auf Eschlkam

Auf dieser Seite sind die Baudenkmäler in dem Oberpfälzer Markt Eschlkam zusammengestellt. Diese Tabelle ist eine Teilliste der Liste der Baudenkmäler in Bayern. Grundlage ist die Bayerische Denkmalliste, die auf Basis des Bayerischen Denkmalschutzgesetzes vom 1. Oktober 1973 erstmals erstellt wurde und seither durch das Bayerische Landesamt für Denkmalpflege geführt wird. Die folgenden Angaben ersetzen nicht die rechtsverbindliche Auskunft der Denkmalschutzbehörde.

## Baudenkmäler nach Ortsteilen

### Eschlkam
| Lage                                                            | Objekt                                                       | Beschreibung | Akten-Nr.              | Bild                                                         |
| --------------------------------------------------------------- | ------------------------------------------------------------ | --- | ---------------------- | ------------------------------------------------------------ |
| Blumengasse 8 (Standort)                                        | Bauernhaus                                                   | Zweigeschossiger und traufständiger Halbwalmdachbau und Anbau mit flachem Frackdach, erste Hälfte 19. Jahrhundert, Anbau jünger. | D-3-72-124-2 Wikidata  | Bauernhaus                                                   |
| Kirchstraße 1 (Standort)                                        | Pfarrhof                                                     | Ehemaliger Wohnstallbau, dreigeschossiger und giebelständiger Satteldachbau mit Eckquaderung, 1650–56. | D-3-72-124-38 Wikidata | Pfarrhof                                                     |
| Kirchstraße 2 (Standort)                                        | Figur heiliger Johannes Nepomuk auf gespiegeltem Sockel      | Granit, spätbarock, zweite Hälfte 18. Jahrhundert; im Jahr 2000 von Marktplatz 6 hierher versetzt. | D-3-72-124-9 Wikidata  | BW                                                           |
| Kirchstraße 14; 12; 10 (Standort)                               | Katholische Pfarrkirche St. Jakobus der Ältere               | Saalbau mit eingezogenem Chor, Sattel- und Walmdach und Chorflankenturm mit Spitzdach, Chor und Turmuntergeschoss gotisch, Langhaus 1633–51, Erweiterung und Ausbau, neuromanisch, 1868; mit Ausstattung; Seelenkapelle, giebelständiger Satteldachbau, 17. Jahrhundert; Ölbergkapelle, giebelständiges und offenes Gehäuse, klassizistisch, 19. Jahrhundert; mit Ausstattung; Friedhofbefestigung, teilweise mittelalterlich, vierseitige Ummauerung mit Rundturm an der Nordostecke, jetzt Lourdeskapelle; Torhaus, zweigeschossiger und traufständiger Satteldachbau mit rundbogigem Durchgang, im Kern mittelalterlich. | D-3-72-124-5 Wikidata  | weitere Bilder                                               |
| Kleinaigner Straße 18 (Standort)                                | Ehemaliges Ledererhaus                                       | Eingeschossiger und traufständiger Mansardwalmdachbau mit Giebelschrot, 18. Jahrhundert. | D-3-72-124-6 Wikidata  | Ehemaliges Ledererhaus                                       |
| Marktstraße 1 (Standort)                                        | Hausfigur heiliger Johannes Nepomuk auf profilierter Konsole | Holz, spätbarock, wohl Mitte 18. Jahrhundert. | D-3-72-124-7 Wikidata  | Hausfigur heiliger Johannes Nepomuk auf profilierter Konsole |
| Pflaumermühle 2; Nähe Pflaumermühle; Pflaumermühle 1 (Standort) | Feldkapelle, sogenannte Pflaumermühl-Kapelle                 | Abgewalmter Satteldachbau mit eingezogener Apsis und Glockendachreiter, neugotisch, 1875. | D-3-72-124-11 Wikidata | weitere Bilder                                               |
| Waldschmidtstraße 14 (Standort)                                 | Gasthaus zur Post                                            | Zweigeschossiger und traufständiger Halbwalmdachbau, im Kern 15./16. Jahrhundert, am Portal bezeichnet mit „1838“; sogenanntes Braugewölbe, kappengewölbtes Erdgeschoss der ehemaligen Posthalterei, heute Bierkeller, um 1800. | D-3-72-124-12 Wikidata | Gasthaus zur Post                                            |

### Bäckermühle
| Lage                        | Objekt | Beschreibung | Akten-Nr.             | Bild           |
| --------------------------- | ------ | --- | --------------------- | -------------- |
| Bäckermühle 1; 2 (Standort) | Mühle  | Zweigeschossiger Walmdachbau mit Kniestock, um 1900; Brücke über den Freybach, einen Zufluss des Chamb, einbogige Steinkonstruktion, Granit, 19. Jahrhundert. | D-3-72-124-1 Wikidata | weitere Bilder |

### Gaishof
| Lage                  | Objekt      | Beschreibung                                                                                         | Akten-Nr.              | Bild           |
| --------------------- | ----------- | --- | ---------------------- | -------------- |
| In Gaishof (Standort) | Dorfkapelle | Giebelständiger und abgewalmter Satteldachbau mit eingezogener Apsis, zweite Hälfte 19. Jahrhundert. | D-3-72-124-13 Wikidata | weitere Bilder |

### Großaign
| Lage                        | Objekt                                                | Beschreibung | Akten-Nr.              | Bild           |
| --------------------------- | ----------------------------------------------------- | --- | ---------------------- | -------------- |
| Föhrenberg (Standort)       | Waldkapelle St. Maria, sogenannte Schöneichen-Kapelle | Giebelständiger Satteldachbau mit rustiziertem Vorzeichen, 1868, daneben Totenbretter.                                                            | D-3-72-124-15 Wikidata | weitere Bilder |
| Handelsstraße 18 (Standort) | Waldlerhaus                                           | Eingeschossiger und giebelständiger Flachsatteldachbau mit Blockbau-Kniestock und Giebelschrot, wohl erste Hälfte 19. Jahrhundert.                | D-3-72-124-37 Wikidata | BW             |
| Handelsstraße 59 (Standort) | Waldlerhaus                                           | Zweigeschossiger und giebelständiger Flachsatteldachbau mit Blockbau-Obergeschoss, zwei Giebelschroten und Bügen mit Verblattungen, um 1850.      | D-3-72-124-18 Wikidata | Waldlerhaus    |
| Kirchgasse 2 (Standort)     | Dorfkapelle St. Leonhard                              | Abgewalmter Satteldachbau mit eingezogener Apsis und Dachreiter mit Zwiebelhaube, frühes 18. Jahrhundert, bezeichnet mit „1845“; mit Ausstattung. | D-3-72-124-14 Wikidata | weitere Bilder |

### Kleinaign
| Lage                           | Objekt     | Beschreibung                                                                                        | Akten-Nr.              | Bild       |
| ------------------------------ | ---------- | --------------------------------------------------------------------------------------------------- | ---------------------- | ---------- |
| Eschlkamer Straße 6 (Standort) | Hofkapelle | Giebelständiger und abgewalmter Satteldachbau mit eingezogener Apsis, 19. Jahrhundert.              | D-3-72-124-19 Wikidata | Hofkapelle |
| Schützenstraße 6 (Standort)    | Wegkapelle | Traufständiger und abgewalmter Satteldachbau mit eingezogener Apsis, zweite Hälfte 19. Jahrhundert. | D-3-72-124-21 Wikidata | Wegkapelle |

### Leming
| Lage                 | Objekt      | Beschreibung | Akten-Nr.              | Bild           |
| -------------------- | ----------- | --- | ---------------------- | -------------- |
| In Leming (Standort) | Dorfkapelle | Giebelständiger und abgewalmter Satteldachbau mit eingezogener Apsis und Dachreiter, neugotisch, letztes Drittel 19. Jahrhundert. | D-3-72-124-22 Wikidata | weitere Bilder |

### Oberdörfl
| Lage                   | Objekt     | Beschreibung | Akten-Nr.              | Bild       |
| ---------------------- | ---------- | --- | ---------------------- | ---------- |
| Himmelreich (Standort) | Wegkapelle | Giebelständiger und abgewalmter Satteldachbau mit halbrunder Apsis und Dachreiter mit Zwiebelhaube, 1913; mit Ausstattung. | D-3-72-124-24 Wikidata | Wegkapelle |

### Schachten
| Lage                    | Objekt                             | Beschreibung | Akten-Nr.              | Bild           |
| ----------------------- | ---------------------------------- | --- | ---------------------- | -------------- |
| Schachten 10 (Standort) | Katholische Nebenkirche St. Martin | Traufständiger Saalbau mit abgewalmtem Satteldach, eingezogener Apsis und Giebeldachreiter mit Satteldach, 1846; mit Ausstattung. | D-3-72-124-25 Wikidata | weitere Bilder |

### Schwarzenberg
| Lage                                             | Objekt                               | Beschreibung | Akten-Nr.              | Bild               |
| ------------------------------------------------ | ------------------------------------ | --- | ---------------------- | ------------------ |
| Rimbacher Straße 12; in Schwarzenberg (Standort) | Ehemaliger Gasthof                   | Zweigeschossiger Walmdachbau mit Kniestock und rückwärtigem Stall, erste Hälfte 19. Jahrhundert, bezeichnet mit „1902“; Felsenkeller mit Bruchsteinfassung, gewölbt, außen mit neuerem Holzdach überdeckt, Granitbruchstein 18./19. Jahrhundert. | D-3-72-124-28 Wikidata | Ehemaliger Gasthof |
| Wendelinistraße 2 (Standort)                     | Katholische Nebenkirche St. Wendelin | Giebelständiger Saalbau mit abgewalmtem Satteldach, eingezogenem Chor und Dachreiter mit Zwiebelhaube, 1728; mit Ausstattung. | D-3-72-124-26 Wikidata | weitere Bilder     |

### Seugenhof
| Lage                           | Objekt      | Beschreibung | Akten-Nr.              | Bild |
| ------------------------------ | ----------- | --- | ---------------------- | ---- |
| Neuaigner Straße 14 (Standort) | Hofkapelle  | Giebelständiger Flachsatteldachbau, erste Hälfte 19. Jahrhundert.                                                               | D-3-72-124-29 Wikidata | BW   |
| Neuaigner Straße 16 (Standort) | Waldlerhaus | Eingeschossiger und giebelständiger Bruchsteinbau mit Blockbau-Kniestock und flach geneigtem Satteldach, Mitte 19. Jahrhundert. | D-3-72-124-30 Wikidata | BW   |

### Stachesried
| Lage                      | Objekt                                   | Beschreibung | Akten-Nr.              | Bild           |
| ------------------------- | ---------------------------------------- | --- | ---------------------- | -------------- |
| Hauptstraße 14 (Standort) | Ehemaliges Hofmarkschloss, jetzt Gasthof | Zweigeschossiger Walmdachbau mit Portal und Eckerkern, barock, bezeichnet mit „1692“.                                                                 | D-3-72-124-31 Wikidata | weitere Bilder |
| Klausenweg 21 (Standort)  | Katholische Nebenkirche St. Florian      | Traufständiger Saalbau mit abgewalmtem Satteldach, eingezogener Apsis, Vorzeichen und Dachreiter mit Zwiebelhaube, spätbarock, 1730; mit Ausstattung. | D-3-72-124-32 Wikidata | weitere Bilder |

### Warzenried
| Lage                               | Objekt                                | Beschreibung | Akten-Nr.              | Bild           |
| ---------------------------------- | ------------------------------------- | --- | ---------------------- | -------------- |
| Jägershofer Straße 7 (Standort)    | Feldkapelle                           | Giebelständiger und abgewalmter Satteldachbau, 18. Jahrhundert.                                                                           | D-3-72-124-34 Wikidata | Feldkapelle    |
| Siegmund-Adam-Straße 13 (Standort) | Katholische Expositurkirche Herz Jesu | Saalbau mit Satteldach, Querhaus mit Pyramidendach, Apsis und Fassadenturm mit Spitzdach, 1858, erweitert 1892 und 1957; mit Ausstattung. | D-3-72-124-36 Wikidata | weitere Bilder |

## Ehemalige Baudenkmäler
In diesem Abschnitt sind Objekte aufgeführt, die früher einmal in der Denkmalliste eingetragen waren, jetzt aber nicht mehr.

| Lage                              | Objekt                                                | Beschreibung | Akten-Nr.              | Bild |
| --------------------------------- | ----------------------------------------------------- | --- | ---------------------- | ---- |
| Eschlkam Marktstraße 5 (Standort) | Ehemaliges Gasthaus                                   | Zweigeschossiger und traufständiger Mansardwalmdachbau, 18. Jahrhundert.                                                                                                  | D-3-72-124-8 Wikidata  | BW   |
| Schloßweg 18 (Standort)           | Ehemaliger Kasten des abgebrochenen Hofmarksschlosses | Zweigeschossiger und traufständiger Satteldachbau, Bruchsteinmauer mit Eckböschung und Rest der Hofmauer, wohl 17. Jahrhundert, im 19. Jahrhundert zum Wohnhaus umgebaut. | D-3-72-124-39 Wikidata | BW   |